# Холокост в Вороновском районе (Гродненская область)
Холокост в Во́роновском районе — систематическое преследование и уничтожение евреев на территории Вороновского района Гродненской области оккупационными властями нацистской Германии и коллаборационистами в 1941—1944 годах во время Второй мировой войны, в рамках политики «Окончательного решения еврейского вопроса» — составная часть Холокоста в Белоруссии и Катастрофы европейского еврейства.

## Геноцид евреев в районе
Вороновский район был полностью оккупирован немецкими войсками в конце июня 1941 года, и оккупация продлилась более трёх лет — до июля 1944 года. Нацисты включили Вороновский район в состав Лидского гебитскомиссариата — административной части генерального округа Белорутения рейхскомиссариата «Остланд».
Вся полнота власти в районе принадлежала зондерфюреру — немецкому шефу района, который подчинялся руководителю округи — гебитскомиссару. Во всех крупных деревнях района были созданы районные (волостные) управы и полицейские гарнизоны из белорусских и польских коллаборационистов.
Для осуществления политики геноцида и проведения карательных операций сразу вслед за войсками в район прибыли карательные подразделения войск СС, айнзатцгруппы, зондеркоманды, тайная полевая полиция (ГФП), полиция безопасности и СД, жандармерия и гестапо.
Одновременно с оккупацией нацисты и их приспешники начали поголовное уничтожение евреев. «Акции» (таким эвфемизмом гитлеровцы называли организованные ими массовые убийства) повторялись множество раз во многих местах. В тех населенных пунктах, где евреев убили не сразу, их содержали в условиях гетто вплоть до полного уничтожения, используя на тяжелых и грязных принудительных работах, от чего многие узники умерли от непосильных нагрузок в условиях постоянного голода и отсутствия медицинской помощи.
За время оккупации практически все евреи Вороновского района были убиты, а немногие спасшиеся в большинстве воевали впоследствии в партизанских отрядах.
Самые массовые убийства евреев в районе происходили в Вороново и Радуни, а также в деревне Городище

## Гетто
Немцы, реализуя нацистскую программу уничтожения евреев, создали на территории района 2 гетто.
Оккупационные власти под страхом смерти запретили евреям снимать желтые латы или шестиконечные звезды (опознавательные знаки на верхней одежде), выходить из гетто без специального разрешения, менять место проживания и квартиру внутри гетто, ходить по тротуарам, пользоваться общественным транспортом, находиться на территории парков и общественных мест, посещать школы.

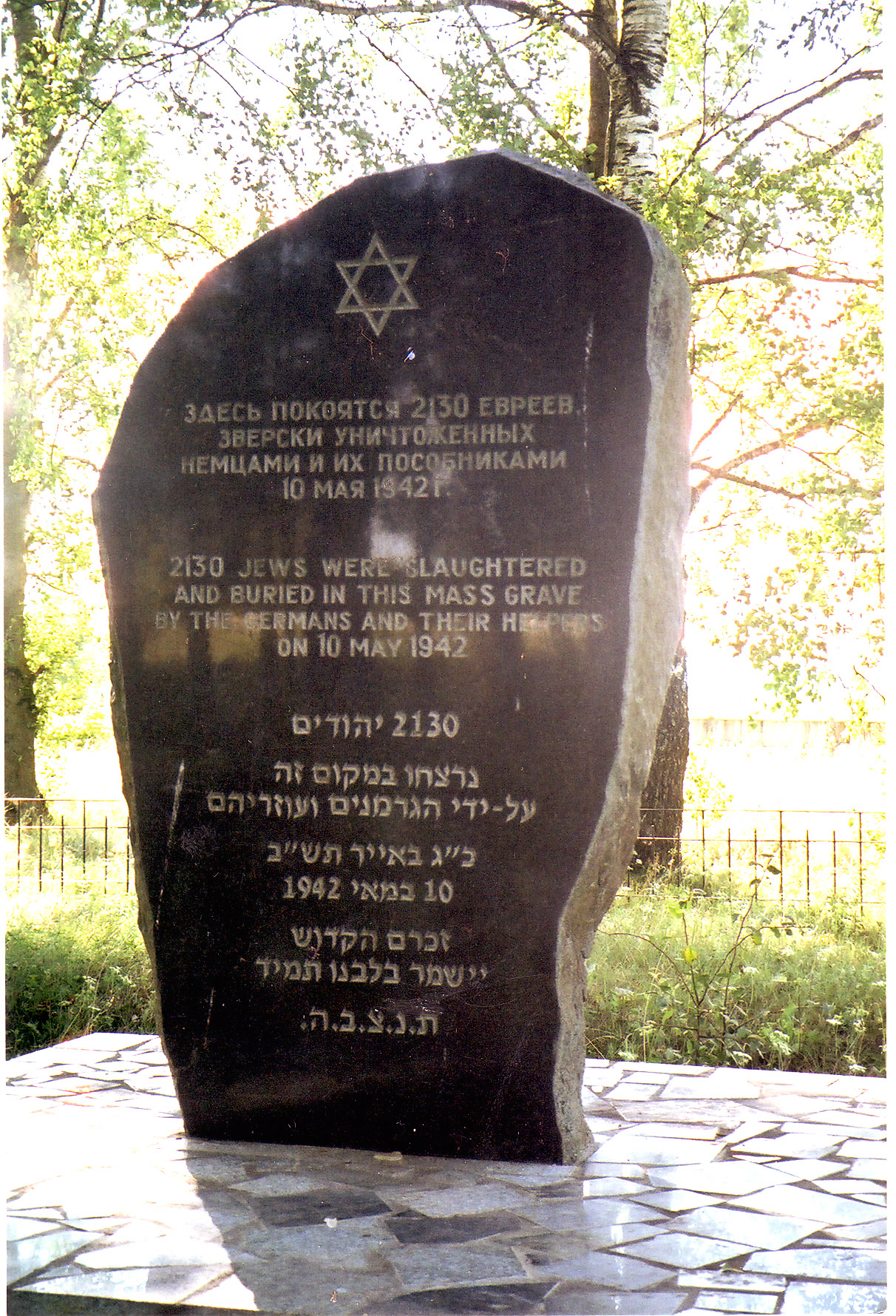
Памятник евреям — жертвам Холокоста в поселке Радунь

- В гетто посёлка Вороново (лето 1941 — 11 мая 1942) были замучены и убиты около 2000 евреев.
- В гетто посёлка Радунь (ноябрь 1941 — 10 мая 1942) погибли более 2000 евреев.

## Организаторы и исполнители убийств
Во главе карательных отрядов в Вороновском районе стоял начальник жандармерии немец обер-фельдфебель Раймунд и комендант полиции поляк Шифронский.

## Случаи спасения и «Праведники народов мира»
В Вороновском районе 7 человек были удостоены почетного звания «Праведник народов мира» от израильского Мемориального комплекса Катастрофы и героизма еврейского народа «Яд Вашем» «в знак глубочайшей признательности за помощь, оказанную еврейскому народу в годы Второй мировой войны».
- Коркуть Казимир и Гаврилкевич Антон — за спасение семей Кабачник, Соломянских, Шульман, Левиных в деревне Коркутяны[12].
- Ухто Антоний и Мария — за спасение Вороновской Миры в деревне Дайнова[13].
- Матонис Анеля, Феликс и Бронислав — за спасение Лосс (Яблоньской) Евгении в деревне Вайкунцы[14].

## Память
По данным комиссии содействия ЧГК, в Вороновском районе было расстреляно 1604 еврея, включая 492 женщины и 299 детей. Комиссия смогла установить имена не всех погибших, а только 1387 имен и фамилий евреев Воронова и евреев-беженцев.
Большую работу по увековечиванию памяти погибших евреев Вороновского района провёл Э. Ярмусик, составив списки погибших узников Вороновского и Радуньского гетто с указанием фамилии, имени и года рождения.
Памятники убитым евреям района установлены в Вороново и в Радуни.
Опубликованы неполные списки убитых евреев Вороновского района.